# 3000 osztálya
A 3000 osztálya (eredeti cím: Class of 3000) 2006-tól 2008-ig futott amerikai televíziós rajzfilmsorozat, amelyet André Benjamin és Thomas W. Lynch készítettek a Cartoon Network számára. A tévéfilmsorozat a Moxie Turtle, a Tom Lynch Company és a Cartoon Network Studios gyártásában készült, a Warner Bros. Television Distribution forgalmazásában jelent meg. Műfaját tekintve filmmusical- és filmvígjáték-sorozat. A zene van a rajzfilm központjában.
A sorozatot Amerikában 2006. november 3-tól 2008. május 25-ig sugározta a Cartoon Network, összesen 2 évad és 28 rész készült hozzá. Magyarországon 2007-ben szintén a Cartoon Network mutatta be.

## Szereplők
| Szereplő                                  | Eredeti hang      | Magyar hang     |
| ----------------------------------------- | ----------------- | --------------- |
| Sunny Bridges                             | Andre Benjamin    | Láng Balázs     |
| Lil' D                                    | Small Fire        | Penke Bence     |
| Madison Spaghettini Papadopoulos          | Jennifer Hale     | Dögei Éva       |
| Tamika Jones                              | Crystal Scales    | Mánya Zsófia    |
| Edward "Eddie" Phillip James Lawrence III | Tom Kenny         | Fekete Zoltán   |
| Philly Phil                               | Phil LaMarr       | Gacsal Ádám     |
| Kim Chin                                  | Janice Kawaye     | Tamási Nikolett |
| Kam Chin                                  | Janice Kawaye     |                 |
| Principal Luna                            | Jeff Glen Bennett | Háda János      |

## Epizódok
1. Hazatérés, 1. rész (Home, Part 1)
2. Hazatérés, 2. rész (Home, Part 2)